# ヤガラ科
ヤガラ科（ヤガラか、学名：Fistulariidae）は、トゲウオ目に所属する魚類の分類群の一つ。ヤガラ属（ヤガラぞく、学名: Fistularia）のみ1属で構成され、アオヤガラ・アカヤガラなど4種が含まれる。科名の由来は、ラテン語の「fistula（パイプ）」から。簳（矢の棒状の長い部分）のように細長い魚で矢柄とも書く。

## 分布・生態
ヤガラ科の魚類はすべて海水魚で、太平洋・インド洋・大西洋の熱帯・亜熱帯域に広く分布する。日本近海からはアカヤガラ（Fistularia petimba）およびアオヤガラ（F. commersonii）の2種が知られ、前者は高級食用魚として珍重される。このほか、マダラヤガラ（F. tabacaria）は大西洋、F. corneta は東部太平洋に限局して分布する。
本科魚類はサンゴ礁や岩礁などの比較的浅い海で生活し、小魚や甲殻類を主に捕食する。細長い筒状の口を使って、岩やサンゴの間に潜む獲物を吸い込むことに適応している。
アカヤガラは味の良い魚であるが、入荷量が少なく白身の高級魚として扱われる。椀物、鮨種、刺身で食べられる。大阪や山陰地方では大砲（たいほう）、九州北部では笛魚、鹿児島では笛吹、沖縄ではヒーフチャー（火吹竹の意）と呼ばれる。また、ヤガラは弓矢の矢の幹の部分（矢柄）から来ている。

## 形態

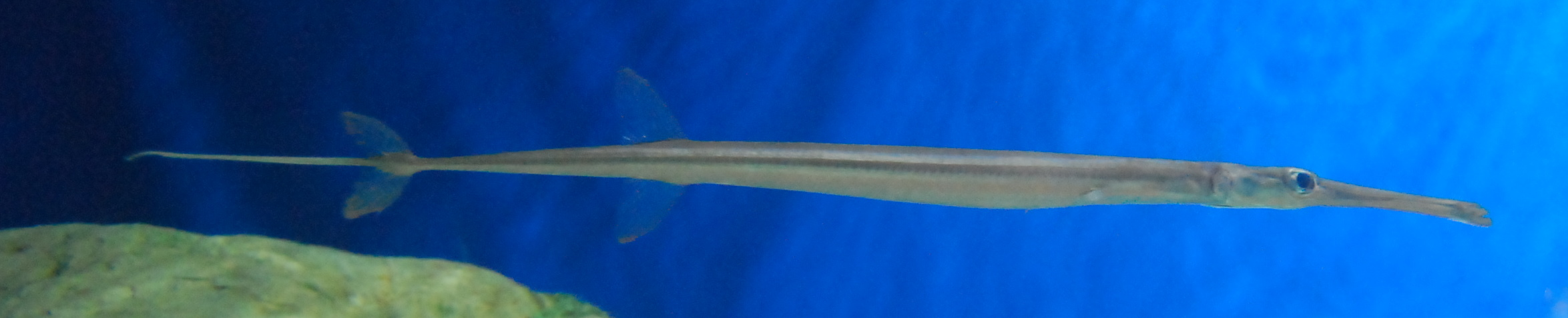
アオヤガラ（Fistularia commersonii）。細長い体と筒状の口、後方に伸長する尾鰭の鰭条が本科魚類の特徴である

ヤガラ科の仲間は細長い体型をもち、吻（口先）は細長く筒状に発達する。最大で全長1.8メートルにまで達するが、通常は1メートル未満であることが多い。近縁のヘラヤガラ科とよく似た外見を有するものの、ヤガラ類は口ヒゲをもたず、肛門の開口部が腹鰭のすぐ後ろに位置するなど、形態学的な差異は比較的大きい。体表には鱗がなく、一部の種類では小突起が列状に並ぶ。側線はよく発達し、背部正中に弧を描きながら尾鰭鰭条にまで達する。
背鰭と臀鰭は棘条を欠き、いずれも13-20本の軟条で構成される。尾鰭は二又に分かれ、中央の2本の鰭条が著しく伸長する。椎骨は76-87個で、腹椎の2本の突起のうち後方のものは退縮傾向を示す。

## 分類
ヤガラ科にはNelson（2016）の体系において1属4種が認められている。
- ヤガラ属 Fistularia

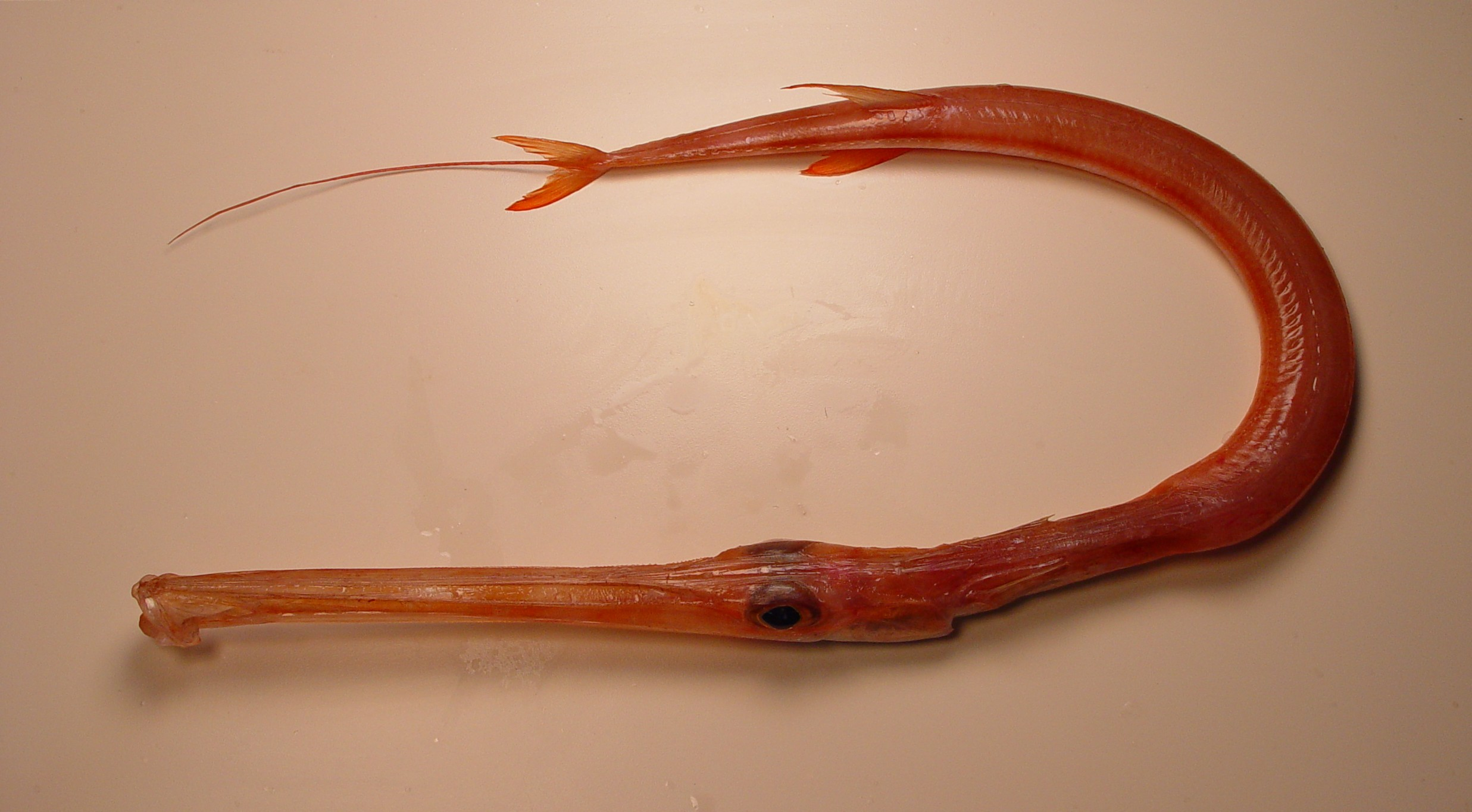
アカヤガラ（Fistularia petimba）。やや深みに生息する種類。食用になるほか、吻は漢方薬としても利用される

  - アオヤガラ Fistularia commersonii Rüppell, 1838 (Blue-spotted cornetfish)
  - アカヤガラ Fistularia petimba Lacépède, 1803 (Red cornetfish)
  - マダラヤガラ[5] Fistularia tabacaria Linnaeus, 1758 (Cornetfish)
  - Fistularia corneta Gilbert & Starks, 1904 (Pacific cornetfish)